# Holke damm
Holke damm är en sjö i Marks kommun i Västergötland och ingår i Viskans huvudavrinningsområde.